# Episparis jacquelina
Episparis jacquelina là một loài bướm đêm trong họ Erebidae.